# Уэллман, Дороти
До́роти Рэй Уэ́ллман (англ. Dorothy Rae Wellman), в девичестве — Ку́нан (англ. Coonan; 25 ноября 1913, Миннеаполис, Миннесота — 16 сентября 2009[…], Брентвуд, Калифорния) — американская актриса

 и танцовщица

.

## Ранние годы
Дороти Рэй Кунан родилась 25 ноября 1913 года в Миннеаполисе, штат Миннесота, США, став четвёртым ребёнком из шести детей в семье коммивояжера Дэниела Рэймонда Кунана (1882—1964) и его жены Флоренс Маргретт Кунан (в девичестве Тейлор; 1884—1982). К 1920 году Кунан переехала в Окленд, штат Калифорния, со своей семьёй, а несколько лет спустя она переехала с матерью, братьями и сёстрами в Лос-Анджелес.

## Карьера
В 14-летнем возрасте Кунан начала карьеру танцовщицы в Warner Brothers Studios. С 1929 по 1945 год она сыграла в четырнадцати фильмах, но лишь в одном из них, «Дикие парни с дороги» (1933), была указана в титрах.

## Личная жизнь
20 марта 1934 года в Неваде Кунан вышла замуж за режиссёра Уильяма Уэллмана (1896—1975) и была за ним замужем 41 год до его смерти 9 декабря 1975 года от лейкемии. Семеро детей супругов, Патриша Луанн (род. 29 августа 1934), Уильям Огастес-младший (род. 20 января 1937), Кэтлин Кент (13 марта 1939 — 19 февраля 2019), Селия Маккарти (род. 13 марта 1943), Майкл (род. 24 августа 1947), Тимоти и Маргарет Севен (род. 7 сентября 1951), работали в сфере развлечений.

## Смерть
Уэллман умерла 16 сентября 2009 года у себя дома в Брентвуде на 96-м году жизни. На момент смерти у неё было 22 внука и 12 правнуков.

## Фильмография
| Год  |   | Русское название         | Оригинальное название  | Роль                                       |
| ---- | - | ------------------------ | ---------------------- | ------------------------------------------ |
| 1929 | ф | Бродвейская мелодия      | The Broadway Melody    | хористка                                   |
| 1929 | ф | Шоу о шоу                | The Show of Shows      | —                                          |
| 1930 | ф | Ура!                     | Whoopee!               | девушка Голдвина                           |
| 1930 | ф | Кабаре дьявола           | The Devil’s Cabaret    | хористка                                   |
| 1932 | ф | Леди и джентльмен        | Lady and Gent          | танцовщица                                 |
| 1932 | ф | Без рецепта              | Lady and Gent          | хористка                                   |
| 1932 | ф | Они называют это грехом  | They Call It Sin       | хористка                                   |
| 1932 | ф | Парень из Испании        | The Kid from Spain     | девушка Голдвина                           |
| 1933 | ф | 42-я улица               | 42nd Street            | хористка                                   |
| 1933 | ф | Золотоискатели 1933 года | Gold Diggers of 1933   | золотоискательница                         |
| 1933 | ф | Здорово быть живым       | It’s Great to Be Alive | девушка, помогающая одевать Карлоса        |
| 1933 | ф | Дикие парни с дороги     | Wild Boys of the Road  | Салли                                      |
| 1941 | ф | Сис Хопкинс              | Sis Hopkins            | хористка                                   |
| 1945 | ф | История рядового Джо     | The Story of G.I. Joe  | медсестра-лейтенант Элизабет «Рыжая» Мёрфи |